# Сражение при Месембрии
Сражение при Месембрии (также сражение при Месемвирии, сражение при Бурдидзо и сражение на холме Льва) — состоявшееся в 813 или 814 году возле Месембрии (по другому, Месемврии; современный Несебыр в Болгарии) сражение между византийской армией Льва V Армянина и войском болгар; завершилось победой византийцев; эпизод болгаро-византийской войны 807—815 годов.

## Исторические источники
Основные средневековые византийские источники о сражении при Месембрии — «О правлении императоров» Иосифа Генезия и «Жизнеописания византийских царей» Продолжателя Феофана. Более поздние авторы (например, Иоанн Скилица и Иоанн Зонара) основывали описание битвы в своих сочинениях на двух этих трудах. Однако о сражении не сообщается в более ранних источниках о болгаро-византийской войне 807—815 годов: «Хронографии» Феофана Исповедника, хронике неизвестного писателя, житии патриарха Никифора Игнатия Диакона и «Хронике» Георгия Амартола.

## Предыстория
С образования в 681 году на Балканах Болгарского государства императоры Византии неоднократно предпринимали попытки возвратить утраченные территории. Особенно конфликты между двумя странами участились с середины VIII века. Очередная война началась в 807 году. С самого начала она складывалась не в пользу византийцев. Уже в 809 году болгарам удалось взять стратегически важную крепость Сердику. Хотя в июле 811 года император Никифор I и захватил болгарскую столицу Плиску, уже через несколько дней он погиб в битве в Вырбишском ущелье. В 813 году руководимые ханом Крумом болгары одержали ещё несколько побед. В том числе, они разгромили византийскую армию Михаила I Рангаве в битве при Версиникии, и хотя не смогли взять Константинополь, осенью овладели Адрианополем.

## Византийские источники
Согласно Иосифу Генезию и Продолжателю Феофана, некоторое время спустя после захвата болгарами Адрианополя Лев V Армянин совершил поход к северной границе Византии. Он намеревался дойти до Месембрии и восстановить её стены, разрушенные по приказу Крума в 812 году. Армия императора двигалась вдоль побережья Чёрного моря, получая снабжение с шедших вслед за войском вплавь судов. Однако в окрестностях Месембрии византийцы встретились с большим болгарским войском, грабившим местные селения в поисках продовольствия и добычи. Возможно, это была только часть ханской армии.
Предполагая, что сражение со столь многочисленным противником может закончиться для византийцев неудачей, Лев V Армянин применил военную хитрость. С несколькими отборными отрядами он втайне от своих воинов покинул армию и укрылся на находившимся в отдалении холме (позднее тот получил название «холм Льва»). После известия о «бегстве» императора в византийском войске началась паника. Узнав о смятении среди византийцев, болгары поверили в лёгкую победу над оставшейся без полководца армией. Без всяких предосторожностей они заночевали в своём лагере, намереваясь на следующий день атаковать византийцев. Однако той же ночью Лев V неожиданно напал на болгар. Незадолго до того он отправил своим стратигам послание с уведомлением о деталях своего плана, так что в атаке на болгарский лагерь участвовала уже вся византийская армия. Это нападение было для болгар столь неожиданным, что византийцы быстро одержали победу, ставшую «триумфом для императорской армии». По утверждению византийских авторов, ни один болгарин не спасся.
Развивая успех, армия Льва V Армянина напала на болгарские селения. Всё, что в них можно было уничтожить, было сожжено или разрушено, а все жители (включая женщин, детей и стариков) убиты. Даже византийские авторы осуждали императора за проявленную при этом жестокость, заявляя, что той Лев V «вселил к себе ненависть и огромное отвращение».

## Современные исследования
Некоторые современные историки высказывали серьёзные сомнения в достоверности свидетельств Иосифа Генезия и Продолжателя Феофана о сражения при Месембрии. Ещё более недостоверными считали они те дополнения, которые вносили в описание битвы поздние авторы, такие как Иоанн Зонара и Иоанн Скилица. Основная претензия к этим источникам — противоречивость изложенной в них хронологии последних лет болгаро-византийской войны 807—815 годов и свидетельств об этих же событиях в трудах более ранних авторов. Некоторые византинисты даже предполагали, что такой битвы вообще не происходило. Высказывалось мнение, что Иосиф Генезий и Продолжатель Феофана использовали какой-то общий, теперь утраченный протограф, в котором излагалась топонимическая легенда о том, почему «холм Льва» получил такое название. Однако столь критическая точка зрения не получила широкого распространения. Скорее всего, в конце войны 807—815 годов византийцы, действительно, смогли одержать над болгарами победу, но многие её обстоятельства в труды Иосифа Генезия и Продолжателя Феофана по каким-то причинам включены не были.
Одна из основных целей современной византинистики в отношении сражения при Месембрии — определение его точной даты. Её установление позволило бы достоверно выявить причинно-следственные связи событий на последнем этапе болгаро-византийской войны 807—815 годов. На основании композиции трудов Иосифа Генезия и Продолжателя Феофана был сделан вывод, что битва произошла при императоре Льве V Армянине в период между взятием осенью 813 года ханом Крумом Адрианополя и заключением зимой 815/816 года ханом Омуртагом мирного договора с Византией. Эта неопределённость позволяет современным историкам относить сражение к правлениям разных болгарских властителей: Крума, Диценга или Омуртага. Соответственно этому высказываются мнения и о возможных датах сражения при Месембрии: 813 год или 814 год.
Согласно впервые выдвинутому В. Златарским предположению, «холм Льва» — это возвышенность вблизи известного из византийских источников селения Бурдидзо (современный Бабаэски). На этом основании сражение при Месембрии также называют и сражением при Бурдидзо.
В трудах Иосифа Генезия и Продолжателя Феофана отсутствуют упоминания об участии в сражении при Месембрии хана болгар. Такие свидетельства содержатся в работах писавших в более позднее время Иоанна Скилицы и Иоанна Зонары. Однако эти сведения вряд ли можно считать достоверными, так как они не только не основаны на трудах их предшественников, но и в описании сражения при Месембрии им противоречат. По мнению В. Златарского, свидетельства Иоанна Скилицы и Иоанна Зонары об участии хана в битве и бегстве того с поля боя — выдумка этих авторов. Однако в некоторых современных источниках о том, что болгары возглавлялись своим правителем (кем бы он ни был), сообщается без каких-либо оговорок. Например, в Большой российской энциклопедии утверждается, что «в решающем сражении у Бурдидзо (в районе совр. Бабаэски) возглавляемое О[муртагом] войско потерпело поражение. Сам О[муртаг] спасся бегством».

## Последствия
Так как неизвестно, когда точно произошло сражение при Месембрии, авторы различно сообщают и о его последствиях. Те, кто относит битву ко временам Крума, указывают, что хотя уже зимой 813/814 года болгары снова опустошили селения Фракии, это было их последнее крупное вторжение в Византию в первой половине IX века. Сторонники мнения, что сражение произошло в правление Диценга, считают, что ответом на поражение стали осуществлённые в начале 815 года болгарами массовые казни пленных византийских христиан, среди которых был и святой Мануил Адрианопольский. Относящие же сражение при Месембрии ко временам Омуртага предполагают, что именно столь крупное поражение болгар заставило хана вступить в переговоры со Львом V Армянином и зимой 815/816 года заключить с византийцами мирный договор.